# 坎布冰川
坎布冰川（英語：Kamb Glacier），是南極洲的冰川，位於維多利亞地的斯科特海岸，長7公里，處於皇家學會嶺地區，流經福格爾峰，最終注入康迪特冰川，現時由南極條約體系管理。